# Avocado Heights, Kalifornien
Avocado Heights är en ort (CDP) i Los Angeles County, i delstaten Kalifornien, USA. Enligt United States Census Bureau har orten en folkmängd på 15 411 invånare (2010) och en landarea på 7 km².